# Dąbrowa Górnicza
Dąbrowa Górnicza [dɔmbrɔva gurnit ͡ʂa] là một thành phố thuộc Zagłębie Dąbrowskie ở miền nam Ba Lan, gần Katowice. Đây là một phần phía đông bắc của Liên minh đô thị Thượng Silesia, vùng đô thị với dân số 2 triệu người. Nằm ở Tây Nguyên Silesia, bên các con sông Przemsza Czarna và Biala Przemsza (sông nhánh của Vistula).
Thành phố nằm trong tỉnh Silesia từ hình thành vào năm 1999, trước đây thành phố này thuộc tỉnh Katowice. Dąbrowa Górnicza là một trong những thành phố của vùng đô thị 2,7 triệu dân cùng với Katowice và thuộc một khu vực đô thị lớn hơn Silesia dân khoảng 5.294.000 người, dân số của thành phố. Là 128.040 (tháng sáu năm 2009). 